# سرخ كلا (دشت سر)
سرخ کلا (بالفارسية: سرخ‌کلا) هي قرية تقع في إيران في قسم دشت سر الريفي. يقدر عدد سكانها بـ 1,374 نسمة .